# Lật Dương
Lật Dương (giản thể: 溧阳; phồn thể: 溧陽; bính âm: Lìyáng) là một thành phố cấp huyện của địa cấp thị Thường Châu, tỉnh Giang Tô, Trung Quốc. Năm 1990, chính quyền Trung Quốc đã nâng cấp Lật Dương từ huyện thành một thành phố cấp huyện. Thành phố có ranh giới với tỉnh An Huy. Ngôn ngữ bản địa tại Lật Dương là tiếng Ngô. Tiếng Mân được một thiểu số cư dân sử dụng.

### Trấn
| - Lật Thành (溧城镇) - Đại Đầu (埭头镇) - Thượng Hoàng (上黄镇) - Đới Phụ (戴埠镇) - Thiên Mục Hồ (天目湖镇) | - Biệt Kiều (别桥镇) - Thượng Hưng (上兴镇) - Trúc Trách (竹箦镇) - Nam Độ (南渡镇) - Xã Chử (社渚镇) |